# Rudolf Krause (Politiker, 1931)
Rudolf Krause (* 11. Februar 1931 in Löwenberg, Niederschlesien; † 25. Juni 2021) war ein deutscher Kommunalpolitiker (SPD, später Freie Wähler).

## Werdegang
Krause wurde in Niederschlesien geboren. Nach der Vertreibung aus Niederschlesien wuchs er in Ottobeuren auf. Nach der Schulzeit studierte Krause Jura. Bei der Neuwahl des Oberbürgermeisters von Kaufbeuren 1970 setzte sich das SPD-Mitglied gegen den favorisierten Kandidaten der CSU, Hans Espermüller, durch. 1974 trat Krause nach Differenzen aus der SPD aus und wurde zu einem der Mitbegründer der Freien Wähler. Als Kaufbeurer Bürgermeister blieb er 22 Jahre im Amt, ehe er am 31. Oktober 1992 drei Jahre vor Ablauf der Wahlperiode aus gesundheitlichen Gründen zurücktrat.
Rudolf Krause arbeitete danach bis Ende 2008 als Rechtsanwalt in Kaufbeuren. Er war 60 Jahre verheiratet und hatte zwei Kinder. Am 25. Juni 2021 starb er im Alter von 90 Jahren.

## Ehrungen
- 1983: Verdienstkreuz am Bande der Bundesrepublik Deutschland
- 1989: Verdienstkreuz 1. Klasse der Bundesrepublik Deutschland
- Bayerischer Verdienstorden[3]
- Ehrenring der Stadt Kaufbeuren[3]